# L'Homme aux cent trucs
 (juillet 2025).
Pour plus de détails, voir Fiche technique et Distribution.
L'Homme aux cent trucs est un court métrage fantastique français réalisé par Georges Méliès, sorti en 1901, au début du cinéma muet.

## Fiche technique
- Titre : L'Homme aux cent trucs
- Titre anglophone (États-Unis) : The Conjuror with a Hundred Tricks
- Réalisation :	Georges Méliès
- Pays d'origine :   France
- Langue de tournage : Français
- Métrage : 50 mètres
- Genre : Film fantastique, Film à trucs
- Durée : 1 minute 40
- Dates de sortie :
  -  France : 1901